# 和生路
和生路（Hesheng Rd.）是屏東縣屏東市的東西向重要幹道，由東至西共分成三段，連結屏東市東西區，其中一、二段屬於台1線屏鵝公路。西起建國路、大豐路岔路口，由北至南呈匚型走向和建國路再交會。抵建國路口後，即轉東西向接續屬台1線往麟洛鄉。沿途跨越牛稠溪，並與屬台27線的復興南路交叉。東至民東路與民生東路口，民生東路接續台1線。另外，和生路與建國路口也是屏鵝公路的起點，因為和生路東行接民生東路可通往國道三號麟洛交流道、潮州鎮、枋寮鄉、枋山鄉楓港、恆春半島、墾丁國家公園及台9線南迴公路，所以本路段亦是高雄市、屏東縣兩地之間南北長途往來相當重要的道路。

## 行經行政區域
- 屏東市

## 分段
和生路共分成三段：
- 一段：東起於民生東路與民生路口，西於復興南路口接二段，屬台1線。
- 二段：東於復興南路口接一段，西於建國路口接三段，屬台1線。
- 三段：東於建國路口接二段，轉南北向呈匚型路止於建國路、大豐路岔路口。

## 沿線設施
（由東至西）
- 民生路、民生東路
- 屏東縣立歸來國小
- 歸來社區
- 屏41線歸仁路
- FORD上正汽車屏東分公司
- FORD允揚汽車屏東展示/維修中心
- NISSAN裕昌汽車和生服務廠
- 財團法人中央畜產會技術服務中心
- 屏東工業區
- 華洲工家
- SKODA汽車屏東展示據點
- 屏東縣政府警察局交通隊
- 台糖加油站和生站
- HYUNDAI南陽實業屏東展示/維修中心
- 台灣中油加油站和生路站
- 頂宅慈鳳宮
- 屏41-1線頂宅街
- 黃記牛雜
- 復興南路（介於一、二段）
- 新園牛肉爐和生店
- 屏東市農會果菜市場
- 牛稠溪橋
- 山隆加油站清溪站
- 宅急便屏東營業所
- 新竹貨運屏東營業所
- 台亞石油大屏東加油站
- LUXGEN屏東服務廠
- 建國路（介於二、三段）
- 台灣中油加油站大豐站
- 建國路